# Mary Lawson
Mary Lawson (ur. 1946 w Blackwell w prowincji Ontario) – kanadyjska pisarka.
Ukończyła studia licencjackie z zakresu psychologii na McGill University. Za powieść Crow Lake otrzymała nagrody literackie: Amazon Canada First Novel Award i Society of Authors Award oraz Evergreen Award.
Jej mężem jest brytyjski psycholog Richard Mobbs. Para ma dwóch synów. Mieszka w Kingston upon Thames.

## Powieści
- Crow Lake (2002)
- The Other Side of the Bridge (2006)
- Road Ends (2013)